# Šebrov-Kateřina
Šebrov-Kateřina é uma comuna checa localizada na região de Morávia do Sul, distrito de Blansko.